# Cis emarginatus
Cis emarginatus is een keversoort uit de familie houtzwamkevers (Ciidae). De wetenschappelijke naam van de soort werd in 1849 gepubliceerd door J. Mellié.